# 天忍男命
天忍男命（あまおしおのみこと、生没年不明）は、古代日本の人物。

## 系譜
『先代旧事本紀』「天孫本紀」では天村雲命の子とされる。母は阿俾良依姫とされる。
妻は葛城国造の剣根命の娘・賀奈良知姫で、子には瀛津世襲命、孝昭天皇の后である世襲足媛、津守氏等の祖・建額赤命がいる。
『新撰姓氏録』では火明命の三世孫としている。